# Hugo Guimarães Silva Santos Almeida
Hugo Guimarães Silva Santos Almeida (São Fidélis, 6 januari 1986) is een Braziliaans voetballer.

## Carrière
Hugo begon zijn carrière in 2004 bij Botafogo FR. Hierna kwam hij uit voor Coritiba FC, AD São Caetano, Grêmio Barueri Futebol, Goiás EC en América FC (Minas Gerais). Met América FC werd hij in 2017 kampioen van de Campeonato Brasileiro Série B. Hij tekende in 2018 bij Ittihad Tanger. Met deze club werd hij in 2018 kampioen van de Botola Pro.